# Dioon jadalny
Dioon jadalny (Dioon edule) – gatunek z rodziny zamiowatych. Roślina pochodzi z Ameryki Środkowej (północno-wschodni Meksyk, rejon Zatoki Meksykańskiej), obecnie występuje w wielu rejonach strefy tropikalnej. Nasiona, bogate w skrobię, służą do otrzymywania mączki, która po obróbce nadaje się do spożycia.
W obrębie gatunku bywał wyróżniany podgatunek Dioon edule subsp. angustifolium (Miq.) A.E.Murray, Kalmia 13: 5 (1983), czasem także w randze odmiany Dioon edule var. angustifolium (Miq.) Miq., Arch. Néerl. Sci. Exact. Nat. 3(5): 427 (1868) lub formy Dioon edule f. angustifolium (Miq.) Miq. Prodr. Syst. Cycad.: 10, 22 (1861), uznawany przez część autorów za odrębny gatunek Dioon angustifolium Miq.

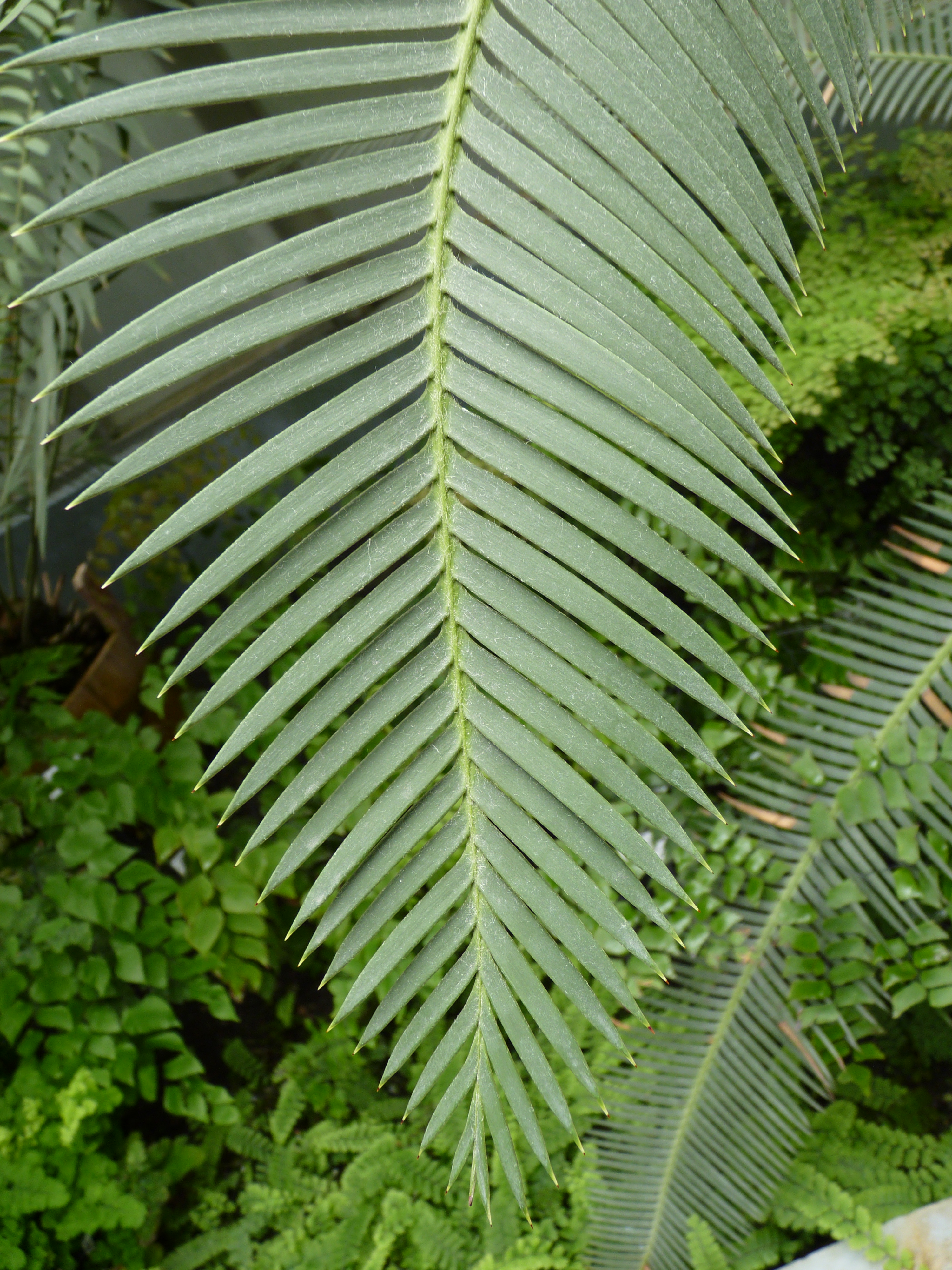
Liść
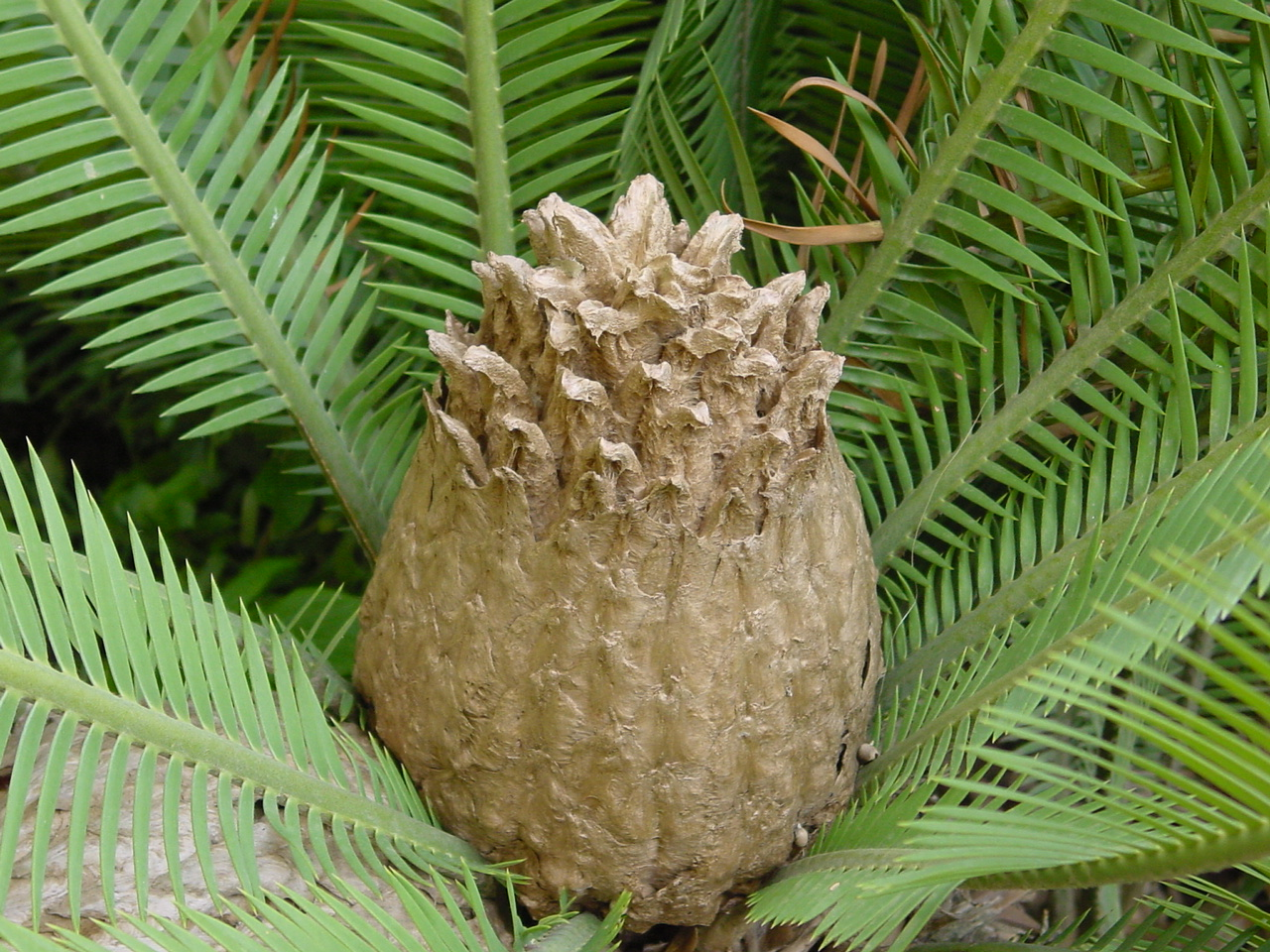
Szyszkowaty makrostrobil
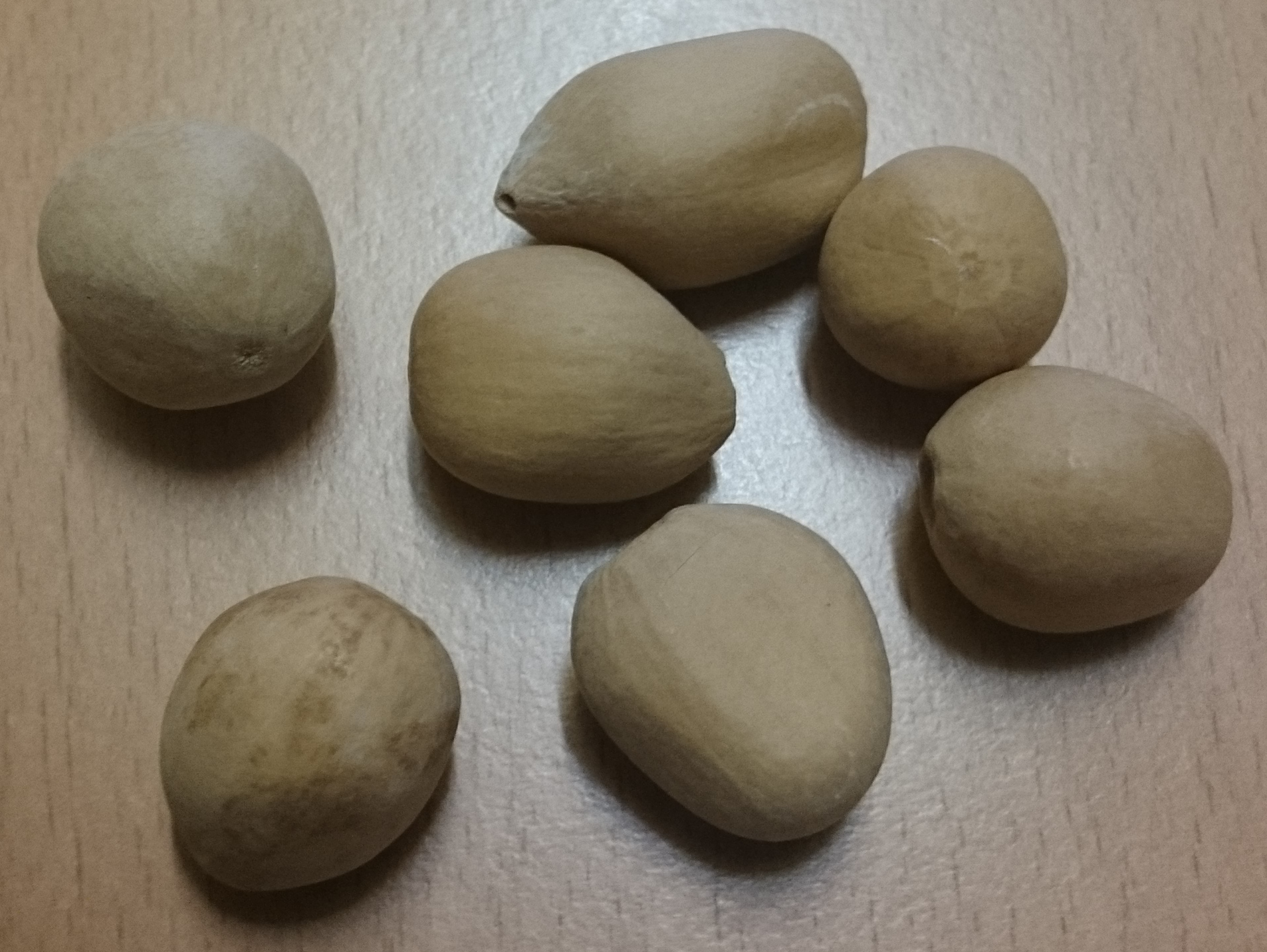
Nasiona